# Calera (Alabama)
Calera ist eine Stadt im Shelby County und teilweise im Chilton County im Bundesstaat Alabama in den Vereinigten Staaten. Das U.S. Census Bureau hat bei der Volkszählung 2020 eine Einwohnerzahl von 16.494 ermittelt.

## Geographie
Calera liegt im Zentrum Alabamas im Süden der Vereinigten Staaten. Es liegt etwa 13 Kilometer westlich des Coosa River, der später in den Alabama River übergeht und im Süden den Bundesstaat als Mobile River in den Mobile Bay und Golf von Mexiko mündet.
Nahegelegene Orte sind unter anderem Alabaster (unmittelbar nördlich angrenzend), Columbiana (4 km östlich), Montevallo (5 km westlich), Shelby (7 km östlich) und Wilton (8 km westlich). Die nächste größere Stadt ist mit 212.000 Einwohnern das etwa 27 Kilometer nördlich entfernt gelegene Birmingham.

## Geschichte

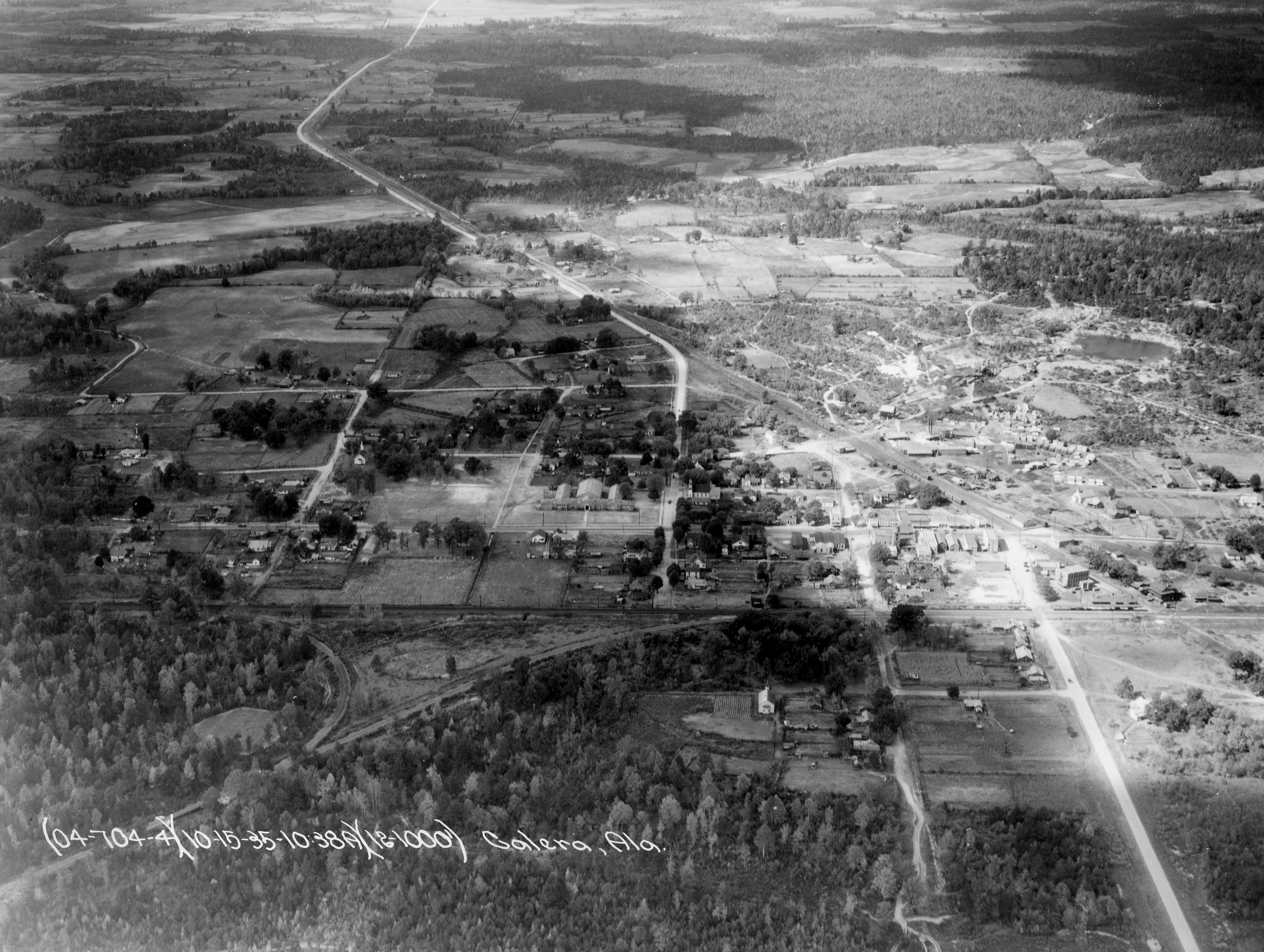
Calera in 1935

John R. Gambel, der sich hier um 1814 niederließ, gab dem Ort diesen Namen, der aus dem Spanischen stammt und so viel wie Kalkofen bedeutet. Davor war das Gebiet als Buxahatchie, das wohl eine andere Variante von Buxihatchee aus der Sprache der Muskogee ist und sich zusammensetzt aus pakacha (deutsch: Kommandant, Anführer) und hachi (deutsch: Bach).
Als 1854 eine Eisenbahnstrecke der Alabama and Tennessee River Railroad durch den Ort gebaut wurde, erhielt die Station zunächst den Namen Lime Station. Andere Namen zu dieser Zeit waren auch Limeville, Lime Kilns oder Lime City; zurückzuführen ist diese Namensgebung auf die Limettenproduktion, die nach dem Krieg gegen die Indianerstämme für wirtschaftlichen Aufschwung sorgte.
Mit Gründung des Postamtes 1869 erhielt der Ort seinen heutigen Namen. 1887 wurde Calera eingemeindet. Zu dieser Zeit entstand die erste Schule und es wurden mehrere Hotels betrieben, die Einwohnerzahl lag bei etwa 200. Einen Boom erlebte die Stadt im späten 20. Jahrhundert, als viele Geschäfte und Familien aus dem nahegelegenen Birmingham hierher zogen.

## Verkehr
Vom Norden in den Süden der Stadt verläuft der Interstate 65, der auf einer Länge von 1436 Kilometern von Alabama bis nach Indiana führt. Parallel dazu verläuft der U.S. Highway 31. Im Norden der Stadt beginnt außerdem die Alabama State Route 70, im Süden verläuft die Alabama State Route 25. Im Norden besteht Anschluss an den Interstate 20 und Interstate 59.
Im Norden der Stadt befindet sich der Shelby County Airport.

## Demographie
Die Volkszählung 2000 ergab eine Einwohnerzahl von 3158, verteilt auf 1248 Haushalte und 888 Familien. Die Bevölkerungsdichte lag bei 95 Menschen pro Quadratkilometer. 77,4 % der Bevölkerung waren Weiße, 19,9 % Schwarze, 0,5 % Asiaten, 0,2 % Indianer und 0,1 % Pazifische Insulaner. 0,7 % entstammten einer anderen Ethnizität, 1,2 % hatten zwei oder mehr Ethnizitäten, 1,9 % waren Hispanics oder Lateinamerikaner jedweder Ethnizität. Auf 100 Frauen kamen 100 Männer. Das Durchschnittsalter lag bei 34 Jahren, das Pro-Kopf-Einkommen betrug 16.395 US-Dollar, womit 12,5 % der Bevölkerung unterhalb der Armutsgrenze lebten.
Bis zur Volkszählung 2010 stieg die Einwohnerzahl um 268 % auf 11.620, was sie zur am stärksten und schnellsten wachsenden Stadt Alabamas machte. 2013 wurde sie auf 12.756 geschätzt.

## Belege
1. ↑  Explore Census Data Calera city, Alabama. Abgerufen am 10. November 2022.
2. ↑  Place Names in Alabama, University of Alabama Press, Tuscaloosa 1989, S. 27 (Bei Google Books)
3. ↑  US Census Bureau: City and Town Population Totals: 2010-2019. Abgerufen am 6. Juni 2021 (amerikanisches Englisch).